# ディミトリー・キリロフ
ディミトリー・キリロフ（英: Dmitry Kirillov、露: Дмитрий Кириллов、1978年11月24日 - ）は、ロシアのプロボクサー。元IBF世界スーパーフライ級王者。
「The Baby」の愛称を持つ。身長162.0cm、リーチ169.0cm（2003年12月30日測定）。

## 来歴
1998年5月2日、地元ロシアにてゲンナディ・スクマノフ（エストニア）を相手にプロデビュー戦を行い、判定勝ち。その後、10勝をあげる（2KO）。
1999年9月29日、地元ロシアにてクリストファー・デニッカー（南アフリカ）とWBCユース世界スーパーフライ級王座決定戦を行い、3-0（100-90が2者、99-90）の大差判定勝ちを収めて王座を獲得した。
2000年3月10日、地元ロシアにてフリオ・デ・ラ・バセス（インドネシア）を迎えてWBCユース王座の初防衛戦を行い、8回終了TKO勝ちを収めて初防衛に成功した。
2001年4月13日、地元ロシアにてジュンバー・ハログ（フィリピン）を迎えてWBCユース王座2度目の防衛戦を行い、3-0（100-88、100-90、99-91）の大差判定勝ちを収めて2度目の防衛に成功した。その後、同王座を返上した。
2002年3月15日、デンマークにてEBU欧州バンタム級王者スペンド・アバジ（デンマーク）に挑戦するも、0-3（111-117、114-116、114-115）の判定負けを喫し初黒星となった。
2004年1月3日、自身初の世界戦として日本の大阪市中央体育館にてWBC世界スーパーフライ級王者徳山昌守（日本）に挑戦するも、0-3（111-117、112-117、112-116）の判定負けを喫し王座の獲得に失敗した。
2004年12月16日、地元ロシアにて同国人のマーセル・カシモフ（ロシア）とロシア・バンタム級王座決定戦を行い、判定勝ちを収めて王座を獲得した。
2005年9月10日、地元ロシアにてレイナルド・ロペス（コロンビア）とIBF世界スーパーフライ級挑戦者決定戦を行い、2-0（115-113、114-113、114-114）の僅差判定勝ちを収めてIBF王座への挑戦権を獲得した。
2006年5月6日、アメリカのマサチューセッツ州にてIBF世界スーパーフライ級王者ルイス・アルベルト・ペレス（ニカラグア）に挑戦するも、8回にダウンを奪われたことが響き、1-2（117-110、113-115、113-114）の僅差判定負けを喫して王座の獲得に失敗した。
2007年10月13日、地元ロシアにて前戦で対戦したペレスが王座を剥奪されたことにより、空位となったIBF世界スーパーフライ級王座をホセ・ナバーロ（アメリカ）と争い、3回にダウンを奪った末に3-0（116-112、114-113が2者）の判定勝ちを収めて3度目の世界挑戦にして世界王座の獲得に成功した。
2008年2月28日、アメリカのニューヨーク州にてセシリオ・サントス（メキシコ）を迎えて初防衛戦を行い、1-0（116-112、114-114が2者）のドローにより初防衛に成功した。
2008年8月2日、アメリカのワシントン州にて元IBF世界フライ級王者ビック・ダルチニアン（オーストラリア）を迎えて2度目の防衛戦を行うも、5回KO負けを喫して2度目の防衛に失敗し王座から陥落した。

## 獲得タイトル
- WBCユース世界スーパーフライ級王座（防衛2=返上）
- ロシア・バンタム級王座
- 第18代IBF世界スーパーフライ級王座（防衛1）